# Pontecurone
Pontecurone (piemontiul: Poncròu vagy Poncron) település Olaszországban, Piemont régióban, Alessandria megyében. Lakosainak száma 3457 fő (2023. január 1.). Pontecurone Casei Gerola, Rivanazzano Terme, Tortona, Voghera, Casalnoceto, Castelnuovo Scrivia és Viguzzolo községekkel határos.

## Népesség
A település lakossága az elmúlt években az alábbi módon változott:
| Lakosok száma | 3653 | 3603 | 3457 |
|               | 2017 | 2018 | 2023 |